# Balclutha krameri
Balclutha krameri är en insektsart som beskrevs av Blocker 1967. Balclutha krameri ingår i släktet Balclutha och familjen dvärgstritar. Inga underarter finns listade i Catalogue of Life.